# Distritos da Índia

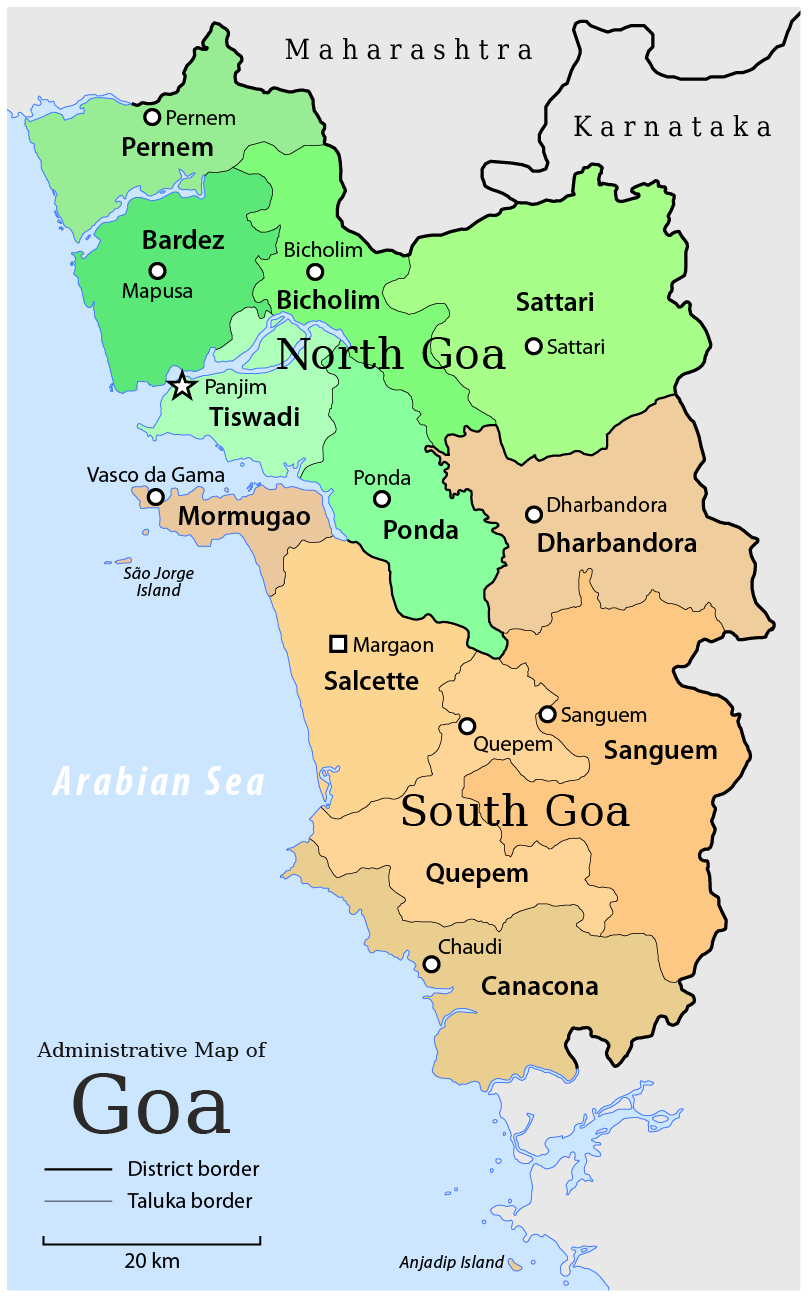
As divisões de um distrito. Goa é um estado dividido em 2 distritos. Cada distrito é por sua vez dividido em vários talukas.

O distrito é uma das divisões administrativas de um estado indiano. A Índia está dividida em 28 estados e seis territórios da união. Tem também um distrito da capital nacional. O governo de cada estado advém de eleições próprias e é liderado por um ministro-chefe. O representante máximo de um distrito é chamado de governador, sendo um posto essencialmente cerimonial. Os territórios da união são possessão do governo central.

## Resumo
| Estados | Estados           | Estados | Estados | Estados           | Estados |
| #       | Estado            | Dist.   | #       | Estado            | Dist.   |
| ------- | ----------------- | ------- | ------- | ----------------- | ------- |
| 1       | Andhra Pradesh    | 23      | 15      | Maharashtra       | 35      |
| 2       | Arunachal Pradesh | 15      | 16      | Manipur           | 9       |
| 3       | Assam             | 23      | 17      | Meghalaya         | 7       |
| 4       | Bihar             | 37      | 18      | Mizoram           | 8       |
| 5       | Chhattisgarh      | 16      | 19      | Nagaland          | 8       |
| 6       | Goa               | 2       | 20      | Orissa            | 30      |
| 7       | Gujarat           | 25      | 21      | Punjabe           | 19      |
| 8       | Haryana           | 19      | 22      | Rajastão          | 32      |
| 9       | Himachal Pradesh  | 12      | 23      | Sikkim            | 4       |
| 10      | Jammu e Caxemira  | 14      | 24      | Tamil Nadu        | 30      |
| 11      | Jharkhand         | 22      | 25      | Tripura           | 4       |
| 12      | Karnataka         | 27      | 26      | Uttaranchal       | 13      |
| 13      | Kerala            | 14      | 27      | Uttar Pradesh     | 70      |
| 14      | Madhya Pradesh    | 48      | 28      | Bengala Ocidental | 18      |

| Territórios da União | Territórios da União    | Territórios da União | Territórios da União | Territórios da União | Territórios da União |
| #                    | TU                      | Dist.                | #                    | TU                   | Dist.                |
| -------------------- | ----------------------- | -------------------- | -------------------- | -------------------- | -------------------- |
| A                    | Ilhas Andaman e Nicobar | 2                    | E                    | Laquedivas           | 1                    |
| B                    | Chandigarh              | 1                    | F                    | Pondicherry          | 4                    |
| C                    | Dadrá e Nagar-Aveli     | 1                    | G                    | Deli                 | 9                    |
| D                    | Damão e Diu             | 1                    |                      |                      |                      |

| Total: | 602 |
| ------ | --- |

## Nome
A maioria dos nomes dos distritos advém do seu centro administrativo. Alguns têm duas denominações: uma tradicional e outra que usa o nome da cidade principal.
Uma vez que a maior parte dos distritos tem o nome da cidade-sede, a palavra "distrito" deve ser usada para referir distintamente a cidade ou o distrito do qual é sede.